# Kuduro
Kuduro (auch Kuduru) ist sowohl ein Musikstil als auch ein Tanz, der in Angola um das Jahr 2000 entstand. Die Musik lässt sich als schnell, energiegeladen und tanzbar charakterisieren. Kuduro ist die dominante Jugendkultur in Angola und der angolanischen Diaspora.

## Ursprung
Die Wurzeln des Kuduro liegen um 2000, als Produzenten im angolanischen Luanda anfingen, Samples von afrikanischer Perkussion mit einfachen Calypso- und Socarhythmen zu mischen. Das Ergebnis wurde anschließend als „Batida“ bezeichnet. Europäische und amerikanische elektronische Musik erhielt Einzug auf dem Markt, die bei den angolanischen Musikern auf Gefallen stieß und sie dazu inspirierte, sie in ihren eigenen Stil einzubauen. Der angolanische MC Sebem fing an, dazu zu toasten, und gilt auch als Gründer des Genres.

Der Name „Kuduro“ ist Portugiesisch (cu duro) und kann als „harter Arsch“ oder „fester Hintern“ übersetzt werden. Der Tanz ähnelt dem Tanzen des jamaikanischen Dancehall.
Kuduro verbindet den traditionellen angolanischen Musikstile Kilapanga, Semba und Zouk mit westlichen Jazz-, House-, Brazil-, Elektro- und Karibik-Klängen. Vivian Host betont in einem Artikel, dass der angolanische Kuduro trotz der allgemeinen Annahme, „Weltmusik“ aus nichtwestlichen Ländern habe keine Gemeinsamkeiten mit moderner westlicher Musik, Elemente besitzt, die er mit Punk, Tribal House und Daft Punk gemeinsam hat. Demzufolge würden sich kulturelle Grenzen innerhalb des musikalischen Spektrums ständig verschieben und neu festgelegt werden. Und obwohl der Kuduro eine Auffassung und, mehr noch, eine Interpretation westlicher Musikformen widerspiegle, tendiere die Kategorie Weltmusik, unter die der Kuduro fällt, dazu, das Konzept des westlichen Musikimperialismus zurückzudrängen. Leitend ist hierbei die Vorstellung, dass Fortschritte in der Technologie und im Kommunikationsbereich sowie das Vertrauen in Musik mittels eines elektronischen Mediums kulturell und klanglich überragende Musikstrukturen möglich gemacht haben.

Laut Blentwell Podcasts ist Kuduro ein Mix aus House, Hip-Hop und Ragga-Elementen, was zeigt, dass dieser Musikstil angolanisch und weltlich zugleich ist. In der Tat repräsentiert diese „musikalische Fremdbestäubung“, wie Vivian Host das Phänomen bezeichnet, eine lokale Verwendung globaler Musikformen, und zwar dergestalt, dass die Mischung verschiedener Musikstile die Musik einer „neuen Welt“ erschaffe.

## Bekanntheit
Kuduro ist vor allem in den ehemaligen portugiesischen Provinzen in Afrika und in den Vororten von Lissabon (besonders Amadora und Queluz) wegen der großen Anzahl von angolanischen Immigranten sehr populär. Diese Musik wird auch gerne in den Latin-Diskotheken Portugals gespielt. Der französische DJ Freredic Galliano hat sich um die Verbreitung des Kuduros in Europa verdient gemacht.
Bei der Lissabonner Variante (auch Progressive Kuduro genannt), die afrikanische Musik mit House und Techno mischt, waren Buraka Som Sistema für die Internationalisierung des Kuduros abseits der Portugiesisch sprechenden Welt verantwortlich, machten das Genre in Europa bekannt und erschienen in einigen internationalen Musikzeitschriften, nachdem sie den Hit „Yah!“ („Yeah!“) herausbrachten.

## Künstler
Momentan bekanntester Vertreter des Stils ist der portugiesisch-französische Künstler Lucenzo, der 2010 mit Vem dançar kuduro vor allem im Westen Europas einen Hit landen konnte. Später erreichte dieses Lied in der zusammen mit Don Omar aufgenommenen Version namens Danza Kuduro auch im restlichen Europa hohe Chartpositionen sowie den ersten Platz in verschiedenen Ländern, insbesondere durch die Verwendung im Film Fast & Furious Five. Ebenfalls 2011 veröffentlichte der portugiesische Pop-Musiker Emanuel den Song O ritmo do amor im Latin-Kuduro-Stil.
M.I.A. bediente sich ebenfalls des Kuduros, als sie an Sound of Kuduro mit Buraka Som Sistema aus Angola zusammenarbeitete.